# 加藤五郎
加藤 五郎（かとう ごろう、1906年2月1日 - 1991年から1996年の間に没）は、日本の造園家。京都府京都市に造園会社を設立し、以後京都を中心に数多くの名庭の整備を手がけた。
1982年（昭和57年）に日本造園学会上原敬二賞を受賞した。
京都市の公園形成史や造園の歴史と文化に関する研究に貢献、近代京都の庭園・公園づくりに大きな足跡を残した。

## 来歴
東京農業大学を卒業した。
手がけた事業としては、京都御所の庭園改修、平安神宮の庭園の設計、京都市内の公園や学校庭園の設計などがあげられる。
京都市の都市緑化行政において、加藤の貴重な情報ソースが利用されている。加藤は、伝統的な日本庭園の技法を尊重しながらも、西洋の造園術も取り入れた近代的な庭園作りを目指した。また、市民に庭園の素晴らしさを伝えるため、著作や講演活動にも力を注いだ。
街路樹を整備することにより、山城大水害時に道路の位置を判別できたという知見を述べていたという。